# NGC 355
NGC 355 ist eine Linsenförmige Galaxie vom Hubble-Typ SB0 im Sternbild Walfisch südlich der Ekliptik. Sie ist schätzungsweise 327 Millionen Lichtjahre von der Milchstraße entfernt und hat einen Durchmesser von etwa 100.000 Lichtjahren.
Im selben Himmelsareal befinden sich u. a. die Galaxien NGC 347, NGC 349, NGC 350, NGC 357.
Das Objekt wurde am 27. September 1864 von dem deutschen Astronomen Albert Marth entdeckt.